# Mouvement politique
 (juin 2022).
Un mouvement politique est une association à but non lucratif avec une réflexion ou une action dans le domaine  politique. Il peut, comme un mouvement social, s'organiser autour d'idées et de préoccupations d'un groupe social, ou en mouvement d'opinion, être plus focalisé sur un thème (droits fondamentaux, écologie politique , etc.). Il s'agit de formes de militantisme.

## Définitions
Le terme mouvement est synonyme de changement, de modification. 
Slate a publié un article qui s'intéresse aux revendications de certaines organisations politiques comme La République en marche ou La France insoumise, qui se sont présentées comme des « mouvements ». Slate, lorsqu'il s'agit de trouver une définition au terme « mouvement », commence par signaler que « peu de gens semblent s'accorder sur une définition », puis donne deux définitions de ce que serait un « mouvement social » :

### Mouvement social
Slate cite Alain Touraine, « principal sociologue des mouvements sociaux » dans les années 1960 et 1970, pour qui un mouvement social est « la conduite collective organisée d’un acteur de classe luttant contre son adversaire de classe pour la direction sociale de l’historicité dans une collectivité concrète ». Selon Slate, cette définition, restrictive, ne peut s'appliquer à des mouvements sociaux comme le féminisme par exemple.
Slate cite aussi le sociologue Erik Neveu, qui donne  une définition plus large, où un mouvement social désigne une « forme d’action collective concertée en faveur d’une cause »: « il s’agit d’un agir-ensemble intentionnel, marqué par le projet explicite des protagonistes de se mobiliser de concert. Cet agir-ensemble se développe dans une logique de revendication, de défense d’un intérêt matériel ou d’une “cause” ».

## Organisation juridique
Les mouvements politiques sont organisés, comme tous les groupements de personnes, selon les lois en vigueur dans chaque pays. Il peut s'agir d'organisations structurées et enregistrées (ainsi en France, association loi de 1901) ou de structures informelles (voir association de fait).

## Mouvement ou parti?
Par contraste avec un parti politique, le mouvement politique n'est pas organisé dans l'objectif de l'élection de certains de ses membres, ou autour de membres élus. L'action de ses adhérents vise à convaincre les citoyens et les acteurs politiques (gouvernement, parlementaires ou députés européens, élus locaux) à s'engager sur les préoccupations du mouvement, ce qui l'apparente à un groupe d'influence.
On ne peut négliger, par ailleurs, que dans divers pays plusieurs partis politiques ont choisi de se nommer mouvement, tels : Mouvement démocrate, Mouvement populaire.
En politique, Slate estime (en 2017) qu'il existe désormais une volonté de créer des « mouvements » et non des « partis », citant, La France insoumise notamment en France, le Mouvement 5 étoiles en Italie, ou le « mouvement-parti » Podemos en Espagne. Pour expliquer cette volonté, Slate met en avant qu'il existe désormais une défiance par rapport aux partis ainsi qu'une tendance sociétale à rechercher une « horizontalité », représentée par les réseaux (notamment sociaux) et la possibilité d'initiatives autonomes. Cette tendance sociétale est aussi analysée (en 2017) par Florence Haegel, professeure à Sciences Po : « Pour la nouvelle génération, avec la transformation des modes de communication, la forme parti politique, hiérarchisée, disciplinée, n’est plus adaptée ». En France particulièrement, le contexte historique a été défavorable aux partis, associés de plus à l'idée de division ; « la pensée jacobine a fait des partis des ennemis de l'intérêt général ». Mais, si « la mode est aujourd'hui aux mouvements », derrière cette « rupture lexicale » les changements organisationnels qui en résultent sont « à relativiser », d'après Slate : « nous assistons à l’émergence, non pas d’un idéal-type nommé « mouvement », mais bien à l’adaptation des structures partisanes aux changements qui touchent la société [...] ».